# Заозёрный (Уйский район)
Заозёрный — посёлок в Уйском районе Челябинской области России. Входит в состав Соколовского сельского поселения.

## География
Посёлок находится в центральной части Челябинской области, в лесостепной зоне, преимущественно на правом берегу реки Сангурзак (приток реки Увелька), на расстоянии примерно 25 км (по прямой) к северо-востоку от села Уйское, административного центра района. Абсолютная высота — 334 м над уровнем моря.
Часовой пояс
Посёлок Заозёрный, как и вся Челябинская область, находится в часовой зоне МСК+2. Смещение применяемого времени относительно UTC составляет +5:00.

## Население
| 2002 | 2010 |
| ---- | ---- |
| 319  | ↘274 |

Гендерный состав
По данным Всероссийской переписи населения 2010 года, в гендерной структуре населения мужчины составляли 44,9 %, женщины — 55,1 %.
Национальный состав
Согласно результатам переписи 2002 года, в национальной структуре населения башкиры составляли 54 %, русские — 33 %.

## Улицы
| - ул. Береговая, - ул. Верхняя, - ул. Заречная, | - ул. Тополиная, - ул. Фермерская, - ул. Центральная. |